# Karnaz (nahija)
Nahija Karnaz (ar. ناحية كرناز)  je sirijska nahija u okrugu Mahardah u pokrajini Hama. Po popisu iz 2004. (prije rata), nahija je imala 25.039 stanovnika. Administrativno sjedište je u naselju Karnaz.